# أندريه مولر
أندريه مولر (بالألمانية: André Müller)‏ هو منافس ألعاب قوى ألماني، ولد في 15 نوفمبر 1970.

## وصلات خارجية
- أندريه مولر على موقع الاتحاد الدولي لألعاب القوى (الإنجليزية)